# 千萬別抬頭
《千萬別抬頭》是一部2021年美國讽刺科幻片，由亞當·麥凱編劇和執導。主演群包括李奧納多·狄卡皮歐、珍妮佛·勞倫斯、羅伯·摩根、喬納·希爾、馬克·勞倫斯、泰勒·派瑞、提摩西·夏勒梅、朗·帕爾曼、亞莉安娜·格蘭德、史考特·麥斯酷迪、凱特·布蘭琪和梅莉·史翠普。故事主題涉及天文災難、政治與人性諷刺，講述天文學教授兰德尔·明迪和博士生凯特·迪比亚斯試圖向大眾警告即將墜落於地球的彗星的威脅，但因為執政高層漠視危機而釀成不可挽回的後果。
《千萬別抬頭》於2021年12月10日美國院線有限上映，2021年12月24日上線Netflix，並打破Netflix每周观看时长纪录。這部電影在歐美評論家之間獲得的評價兩極分化，影評家讚譽演員的表現和音樂，但對於麥凱在劇中呈現的諷刺內容出現則褒貶分歧的觀點，贊同者認為諷刺內容呈現靈巧，反對者則批評其自鳴得意和粗暴。電影發行的同時收穫科學家的積極反響。美國國家評論協會和美國電影協會將其評為2021年十大電影之一。

## 剧情
密歇根州立大学天文学博士生凯特·迪比亚斯基利用昴星团望远镜觀測超新星时，意外发现从未见过的彗星。经过一番计算，她的教授兰德尔·明迪博士估计这颗彗星会在半年后撞击地球，破坏力足以让整个星球的生物集群灭绝。两人的发现得到美國國家航空暨太空總署内部确认。在太空總署行星防御协调办公室主任泰迪·奥格尔索普博士的陪同下，迪比亚斯基和明迪到白宫介绍情况，惟总统贾妮·奥尔林与白宫幕僚长杰森·奥尔林（也是她的儿子）置若罔闻。
奥格尔索普催促迪比亚斯基和明迪向媒体公开消息，于是两人参加了布里·埃文蒂和杰克·布雷默的晨间谈话节目。结果两位主持人也不关心这个话题，迪比亚斯基按捺不住情绪，大吼大叫，引来大批网友嘲笑。就在迪比亚斯基的男友公开指责她的时候，明迪因为面容姣好得到大众关注。没什么人关心彗星撞击地球的新闻，就连奥尔林因獲大笔政治献金而任命的太空總署署长都否认了这个消息，因为他没有天文学知识。后来奥尔林与她的脫星警長男友陷入性丑闻，情急之下用彗星撞击地球的消息转移公众注意力，宣布利用核武器避免小行星撞擊。
就在计划进展顺利的时候，奥尔林突然叫停，原因是她的另一位大金主、科技公司巴什（BASH）身家亿万的行政总裁彼得·伊舍维尔发现彗星蕴含着大量稀土金属，价值上兆美元。白宫同意采用巴什诺贝尔奖得主提出的一项尚未成型的新技术，但这项技术尚未经过学术同行评审。白宫让迪比亚斯基和奥格尔索普在旁观看，聘请明迪担任总统科学顾问，辅佐巴什的工作。迪比亚斯基动员大众反对这项计划，结果被奥尔林政府威胁。明迪大肆宣扬彗星带来的商业机会，同时与埃文蒂有染。
主流意见分为三派，一派要求彻底摧毁彗星，一派谴责危言耸听的人，认为在彗星上采矿能带来就业机会，一派否认彗星存在。迪比亚斯基回到伊利诺伊州家中，与在零售店打工时碰到的小偷尤尔展开一段浪漫关系。与此同时，明迪的妻子琼发现他出轨，气愤沮丧之中，明迪在电视直播节目中大吼大叫，批评奥尔林低估即将到来的世界末日，质疑全人类为何漠不关心。之后明迪被逐出政府部门，与迪比亚斯基重修舊好，此时彗星已经出现在地球的可视范围内。明迪、迪比亚斯基和奥格尔索普在社交媒体发表针对奥尔林及巴什的抗议活动，叫大家“抬头看看”（Just Look Up），呼吁其他国家自行启动拦截行动。奥尔林政府也不甘示弱，发起反对活动“千万别抬头”（Don't Look Up）。泰迪提到因为奥尔林将中国、印度和俄罗斯排除在彗星采矿协议之外，故三方联合准备偏转彗星，唯他们的太空飞船在拜科努尔发射场爆炸发射失败。巴什将彗星打碎的计划后也失败，令所有人都认识到人类即将迎来末日。
伊舍维尔、奥尔林与其他上流階層人士登上用来寻找类地行星的睡眠飞船，並无意抛弃了杰森·奥尔林。奥尔林总统给明迪两个舱位，明迪拒绝，选择和家人、迪比亚斯基、尤尔和奥格尔索普度过最后的良夜。最终彗星落地，寸草不生。
22740年后，登上飞船的部分幸存者纷纷醒来，降落在郁郁葱葱的星球。众人还没来得及欣赏异星的大好风光，就被外星动物包围，奥尔林总统被一头动物（步朗特洛）杀死。另一方面，杰森·奥尔林从瓦砾中走出来，在社交媒体上贴文，炫耀自己是唯一的幸存者。

## 演員
- 李奧納多·狄卡皮歐饰演兰德尔·明迪博士（Dr. Randall Mindy），密歇根州立大学的天文学教授
- 詹妮弗·劳伦斯饰演凯特·迪比亚斯基（Kate Dibiasky），密歇根州立大学天文学博士候选人
- 羅伯·摩根饰演泰迪·奥格尔索普博士（Dr. Teddy Oglethorpe），行星防御协调办公室主任
- 凯特·布兰切特饰演布里·埃文蒂（Brie Evantee），《天天揭底》节目主持人
- 梅麗·史翠普饰演贾妮·奥尔林（Janie Orlean），美国总统
- 喬納·希爾饰演杰森·奥尔林（Jason Orlean），白宫幕僚長及總統的儿子
- 馬克·勞倫斯饰演彼得·伊舍威尔（Peter Isherwell），亿万富翁，科技公司巴什的CEO，也是奥尔林的另一个顶级捐赠者之一
- 泰勒·派瑞饰演傑克·布雷默（Jack Bremmer），《天天揭底》节目主持人
- 提摩西·夏勒梅飾演尤爾（Yule），年轻的商店扒手
- 朗·普尔曼飾演本尼迪克特·德拉斯克上校（Colonel Benedict Drask），总统自由勋章获得者
- 爱莉安娜·格兰德饰演莱丽·比纳（Riley Bina），国际音乐巨星及电音切罗的女朋友
- 斯科特·梅斯库迪饰演电音切罗（DJ Chello），国际音乐巨星及莱丽的男朋友
- 希姆許·帕托饰演菲利普·卡伊（Phillip Kaj），《尸检新闻》的记者及凯特的男朋友
- 梅兰妮·林斯基饰演琼·明迪（June Mindy），兰德尔的妻子
- 麥克·切克里斯饰演丹·帕凯蒂（Dan Pawketty），保守派媒体爱国者新闻网的主持人
- 湯摩爾·席勒（英语：Tomer Sisley）饰演阿杜尔·格雷利奥（Adul Grelio），《纽约先驱报》的高级编辑
- 保羅·蓋佛爾饰演美国空军中将斯图尔特·西姆斯（Stuart Themes），五角大楼与白宫的联络人
- 罗伯特·乔伊（英语：Robert Joy）饰演参议员勒纳（Congressman Tenant）

此外，罗伯特·赫斯特·拉多奇亚和康纳·斯威尼饰演兰德尔和琼的儿子埃文·明迪（Evan Mindy）和马歇尔·明迪（Marshall Mindy）。海缇安·朴饰演美國國家航空暨太空總署署長考尔德博士（Dr. Calder），伊沙恩·哈塔尔饰演网络主播拉加夫·曼瓦兰（Raghav Manavalan）。客串演出有列夫·施赖伯饰演巴什讲解者，记者阿什莉·班菲尔德饰演达莉亚·亨斯菲尔德（Dalia Hensfield），莎拉·西尔弗曼饰演莎拉·本特曼（Sarah Benterman），克里斯·埃文斯（未在片尾标注）饰演电影演员德文·彼得斯（Devin Peters）。马修·派瑞有与希尔一同拍摄的场景，但最终被从最终影片中删去。

## 製作
2019年11月，宣佈派拉蒙影業將發行一部由亞當·麥凱編劇和執導的黑暗諷刺片《千萬別抬頭》。2020年2月，宣佈Netflix獲得了該片的發行權。

### 選角
2020年2月，宣佈珍妮佛·勞倫斯加盟演員陣容。2020年5月，宣佈凱特·布蘭琪加盟演員陣容。2020年9月，宣佈羅伯·摩根加盟演員陣容。2020年10月，宣佈李奧納多·狄卡皮歐、喬納·希爾、梅莉·史翠普、希姆許·帕托、提摩西·夏勒梅、亞莉安娜·格蘭德、基德·酷迪、馬修·派瑞以及湯摩爾·席勒加盟演員陣容。2020年11月，宣佈泰勒·派瑞、梅蘭妮·林斯基和朗·帕爾曼加盟演員陣容。2020年12月，宣佈克里斯·伊凡加盟演員陣容。

### 拍攝
主體拍攝原定於2020年4月開始進行，然而受2019冠狀病毒病疫情影響，拍攝延期至2020年11月19日在波士頓開始進行。2021年2月5日，詹妮弗·劳伦斯被意外爆炸的玻璃划成轻伤。2021年2月18日，主体拍摄结束。

## 發行
《千萬別抬頭》定於2021年12月10日在院線有限上映，並於2021年12月24日在Netflix上線。由爱莉安娜·格兰德和卡迪小子演唱的插曲《Just Look Up》于2021年12月3日作为单曲发行。

## 评价
受制於電影對影視圈以至一般民粹傾向的諷刺，本片得到的評價並不正面。汇总媒体烂番茄收录292条评论，打出55%的新鲜度及6.3/10的平均分。Metacritic收录49条评论，打出52/100的平均分，获得整体中评。

## 奖项
第79届金球奖
- 最佳音乐及喜剧电影：《千萬別抬頭》（提名）
- 最佳音乐及喜剧电影男主角：莱昂纳多·迪卡普里奥（提名）
- 最佳音乐及喜剧电影女主角：詹妮弗·劳伦斯（提名）
- 最佳剧本：亚当·麦凯、大卫·西罗塔（英语：David Sirota）（提名）

第93屆國家評論協會獎
- 年度十佳电影（英语：National Board of Review: Top Ten Films）：《千万别抬头》（获奖）

第27届评论家选择电影奖
- 最佳电影：《千萬別抬頭》（待定）
- 最佳整体演出：《千萬別抬頭》剧组（待定）
- 最佳原创剧本：亚当·麦凯、大卫·西罗塔（英语：David Sirota）（待定）
- 最佳配乐：尼古拉斯·布里特尔（英语：Nicholas Britell）
- 最佳歌曲：爱莉安娜·格兰德和卡迪小子 —《Just Look Up》（待定）
- 最佳喜剧电影：《千萬別抬頭》（待定）

## 外部連結
- 互联网电影数据库（IMDb）上《千萬別抬頭》的资料（英文）
- Box Office Mojo上《千萬別抬頭》的資料（英文）
- 開眼電影網上《千萬別抬頭》的資料（繁體中文）
- 时光网上《千萬別抬頭》的資料（简体中文）
- 豆瓣电影上《千萬別抬頭》的資料 （简体中文）